# Zmartwychwstanie (obraz Matthiasa Grünewalda)
Zmartwychwstanie – obraz Matthiasa Grünewalda stanowiący część Ołtarza z Isenheim eksponowany obecnie w Musée d’Unterlinden w Colmar we Francji.

## Ołtarz z Isenheim
Ołtarz powstał w latach 1512–1515 na zamówienie zakonu antonianów z Isenheim. Antonianie prowadzili tam klasztorny szpital, w którym leczono chorych na ergotyzm. Była to choroba spowodowana zatruciem sporyszem, która w ostatniej fazie prowadziła do martwicy tkanek i ostatecznie gangreny. Ołtarz miał przynosić pociechę chorym i umierającym.
Poliptyk posiada dwa komplety skrzydeł, odpowiednia manipulacja nimi pozwala uzyskać trzy widoki, które pierwotnie otwierane były w różnych porach roku. Na pierwszym dominuje przedstawienie Ukrzyżowania. Na drugi widok składają się trzy malowidła, Zwiastowanie z lewej, Narodziny dzieciątka Jezus z koncertem Aniołów w środku i Zmartwychwstanie po prawej stronie.

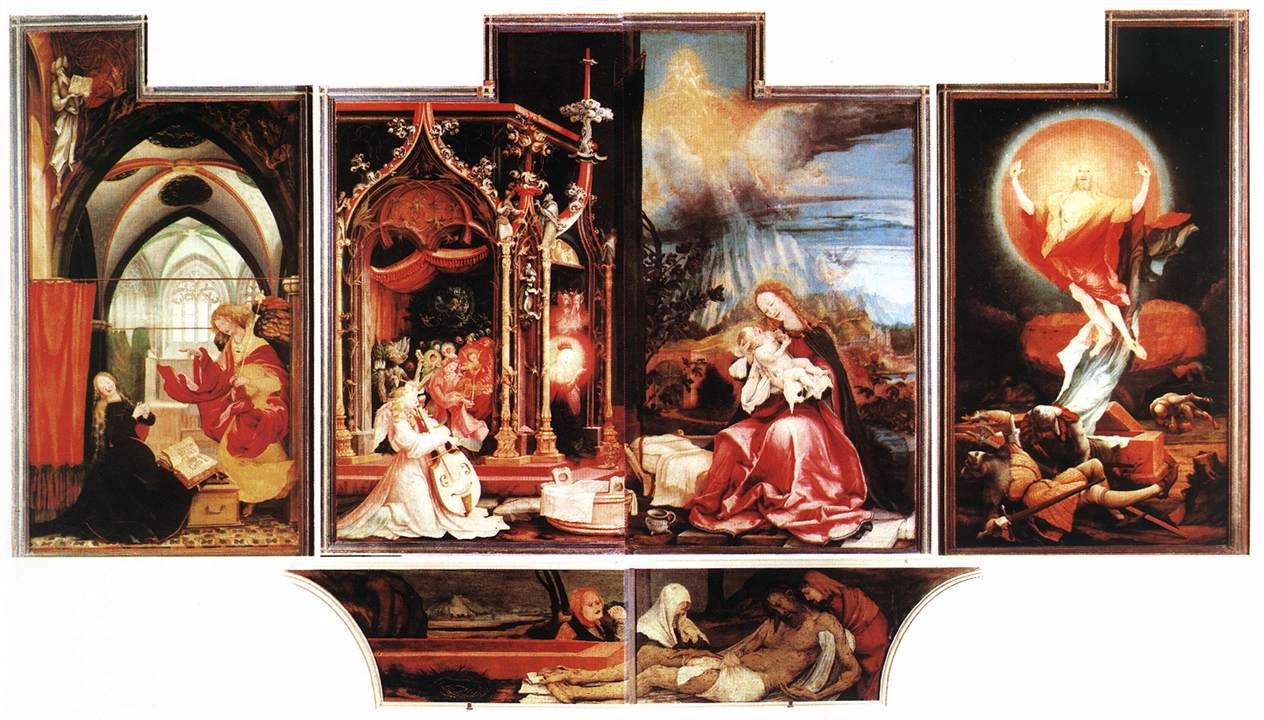
Ołtarz z Isenheim (widok drugi), skrzydło lewe: Zwiastowanie; część środkowa: Narodziny dzieciątka Jezus z koncertem Aniołów; skrzydło prawe: Zmartwychwstanie Jezusa.

## Opis obrazu
Obraz ma kształt ustawionego pionowo, wydłużonego prostokąta. W górnej części przedstawiona jest rozświetlona postać Chrystusa unoszącego się ku Niebu. Za plecami Zbawiciela eksploduje kula czerwono-żółtego światła, która wygląda jak powierzchnia Słońca. Światło jest tak silne, że rysy Jezusa stają się niewyraźne, promienie świetlne wydobywają się z ran na nogach, boku i uniesionych rękach. Ciało Chrystusa częściowo okrywa luźna żółto-czerwona szata, której fragment w kolorze przechodzącym do bieli opada do otwartego grobu. Tło stanowi czarne, gwiaździste niebo.
Poniżej postaci Zbawiciela leżą porażeni światłem żołnierze. Dwaj ukazani zostali w skrócie perspektywicznym, trzeci koziołkuje w powietrzu, a czwarty leży pod skałą bez zmysłów. Żaden z nich nie jest w stanie spojrzeć do góry, a ich ciała wydają się pozostawać w ruchu, jakby zatrzymane w trakcie upadku. Dolna część obrazu zalana jest jasnym żółto-czerwonym światłem wyostrzającym szczegóły. Autor precyzyjnie namalował elementy ubioru i wyposażenia żołnierzy, korzystając z efektów światłocieniowych.
Czerwień okrycia Jezusa symbolizuje zwycięstwo i przypomina o męczeństwie, natomiast biel jej fragmentu podkreśla niewinność. Prezentowane otwarte dłonie i widok ran Zbawiciela, to dowód dokonania się aktu Zbawienia. Grünewald zastosował praktykę znaną z bizantyjskich ikon, wielkość postaci odpowiada jej pozycji w hierarchii ważności. Dlatego postać Chrystusa, znajdująca się nieco w głębi, jest nienaturalnie wielka w porównaniu z ciałami żołnierzy. Podobną praktykę można zauważyć również na innych malowidłach poliptyku.
Matthias Grünewald był kontynuatorem sztuki średniowiecznej i odrzucał nowatorskie idee wprowadzane przez renesans, szczególnie idealizację postaci. Jego dzieło przepojone jest mistycyzmem i niespotykanym wcześniej ładunkiem ekspresji uczuć. Również żywa kolorystyka obrazu jest rewolucyjna. Może to świadczyć nie tylko o wrażliwości autora, ale i znacznej wiedzy na temat barwników i sposobów sporządzania farb.

Na początku XX wieku Grünewald został uznany za prekursora ekspresjonizmu w sztuce, a jego przedstawienie Zmartwychwstania jest uważane za jedno z najlepszych w dziejach malarstwa. Współczesny historyk sztuki Waldemar Łysiak napisał: 

...równie sugestywnego „Zmartwychwstania”, co Grünewald, nie stworzył – jako się już rzekło – nikt! Arcydzieło klasztoru Isenheim nawet ateiście lub innowiercy zegnie kolana, tylko głupcy nie schylą się przed nim głęboko.